# Ministerie van Natuurlijke Hulpbronnen
Het ministerie van Natuurlijke Hulpbronnen is een ministerie in een dubbel pand aan de Mr. Dr. J.C. de Mirandastraat in Paramaribo, Suriname.
Bij delfstoffen gaat het in Suriname vooral om de winning van goud, aardolie en steenproducten. Tot november 2015 werd ook bauxiet gewonnen, dat als basis dient voor aluminium. Er vallen rond de vijftien instellingen en staatsbedrijven onder het ministerie, zoals Staatsolie Maatschappij Suriname, Energiebedrijven Suriname, Grassalco, de Surinaamsche Waterleiding Maatschappij, de Geologisch Mijnbouwkundige Dienst en het Natuurreservaat Boven-Coesewijne. Ook wijst het ministerie het bestuur aan van de Stichting Natuurbehoud Suriname.